# Vladimir Pasjkov
Vladimir Igorevitsj Pasjkov (Russisch: Владимир Игоревич Пашков) (Bratsk, 4 februari 1961) was van 19 april 2018 tot 1 november 2021 de vicepremier van de zelfverklaarde Volksrepubliek Donetsk. Gedurende een week verving hij Aleksandr Anantsjenko als premier.
Tot 2014 was Pasjkov vice-gouverneur van de Russische oblast Irkoetsk. Hij is ook algemeen directeur van Vnesjtorgservis, een bedrijf dat genationaliseerde industriële bedrijven in de volksrepublieken Donetsk en Loegansk beheert.